# Robert W. Service

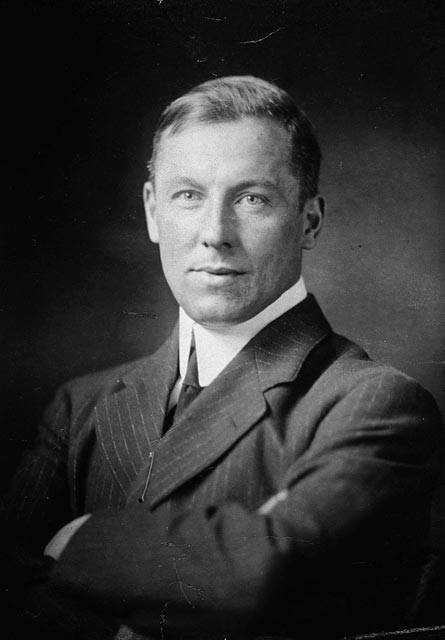
Robert W. Service, um 1905

Robert William Service (* 16. Januar 1874 in Preston, England; † 11. September 1958 in Lancieux, Frankreich) war ein britisch-kanadischer Dichter und Novellist. 

## Leben und Werk
Robert W. Service wurde als ältestes von zehn Kindern geboren. Er absolvierte eine Banklehre in Edinburgh und wanderte im Alter von 21 Jahren nach Kanada aus, um Farmer zu werden. 
Er lebte zunächst von Gelegenheitsjobs in Whitehorse und im Yukon-Territorium und wurde schließlich bei einer Bank in Dawson angestellt. Dort stellte er eine Sammlung von Balladen und Gedichten zusammen, die 1907 unter dem Titel The Songs of a Sourdough (Die Lieder eines Sauerteigs) veröffentlicht wurde. Darunter befand sich die berühmte Ballade The Shooting of Dan McGrew (deutsche Übersetzung 1963: Das Ende des Dan MacGrew). Den Text hatte er zuvor mit einem Scheck von 100 Dollar an ein New Yorker Verlagshaus geschickt, um 100 Exemplare drucken zu lassen. Er erhielt den Scheck zurück, zusammen mit einem 1000-Dollar-Honorarscheck und einem großzügigen Angebot zur Veröffentlichung seiner Balladensammlung. „Millionenfach gedruckt, rezitiert, für Bühne und Film bearbeitet, hat diese in einer Winternacht am Yukon geschriebene Ballade ihren Autor zum reichen Mann gemacht.“ Die erste Strophe beginnt in der deutschen Übersetzung mit den Worten:

„Man feierte wild und mit lautem Gegröhl / in der Kneipe Malamut, / wo Ragtime-Kid unentwegt das Klavier / mißhandelt in stiller Wut. / Hinter der Bar und beim Pokerspiel / saß schußbereit Dan McGrew; / gebannt auf sein Glück seine Liebste schaut, / die Dirne mit Namen Lou.“

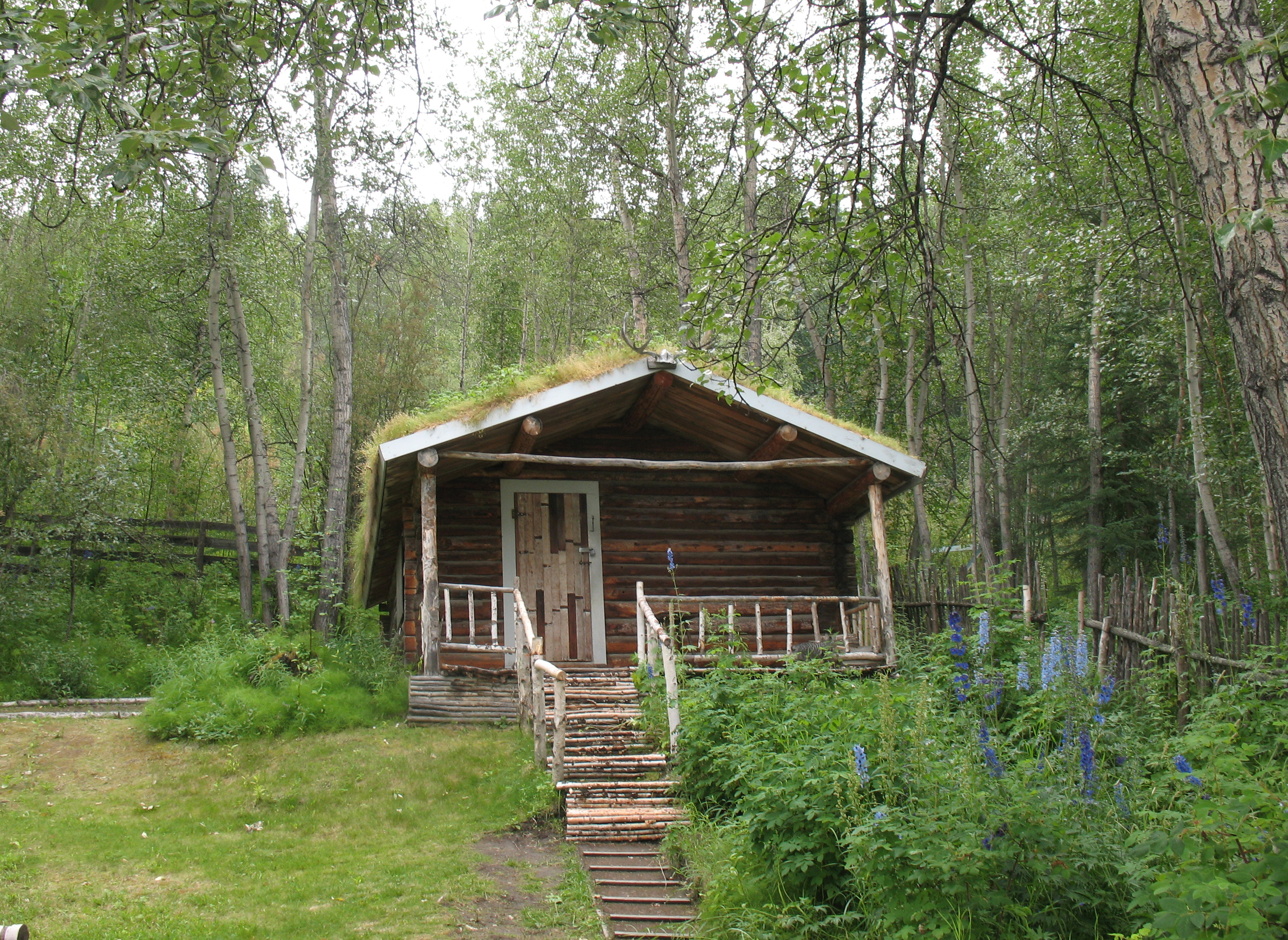
Die Robert-Service-Hütte in Dawson

Service zelebrierte die raue Lebensweise am Klondike River in der Ballade von Cheechako (1909) und in der Novelle The Trail of ′98 (1910). Diese wurde 1928 von Clarence Brown verfilmt.
1912 wurde er Militärkorrespondent im Balkankrieg und fuhr während des Ersten Weltkrieges eine Ambulanz. Diese Erfahrungen gaben ihm das Material für die Reime des Red Cross Man (1916). Den Rest seines Lebens verbrachte er einschließlich des Zweiten Weltkrieges in Frankreich und Monte Carlo.
Seine späten Werke erreichten nicht die große Popularität wie seine ersten Werke. Seine Autobiographie erschien in zwei Ausgaben: Ploughman of the Moon (1945) und Harper of Heaven (1948). 1942 spielte er sich neben Marlene Dietrich und John Wayne in dem in Alaska spielenden Western Die Freibeuterin in einer kleinen Gastrolle selbst, man sieht ihn beim Schreiben seines bekanntesten Gedichtes über Dan McGrew.
In Dawson ist seine Blockhütte eine Touristen-Attraktion.

## Veröffentlichungen
- The Shooting of Dan McGrew and other poems. Hancock House, Surrey (BC) 1989, ISBN 0-88839-224-9 – Balladen
- The Cremation of Sam McGee and other poems. Hancock House, Surrey (BC) 1989 ISBN 0-88839-223-0 – Balladen
- Der Sänger und Gitarrist Country Joe McDonald vertonte im Jahr 1971 in dem Studioalbum War War War einen Zyklus von Gedichten zum Ersten Weltkrieg.[3]

## Verfilmungen
Mehrere der Arbeiten von Service dient als Vorlage für Verfilmungen. So entstand 1924 Die Frau, die betrogen wurde nach Das Ende des Dan MacGrew und 1928 auf Basis von The Trail of ’98: a Northland Romance der Film Die goldene Hölle.